# はりまや橋停留場

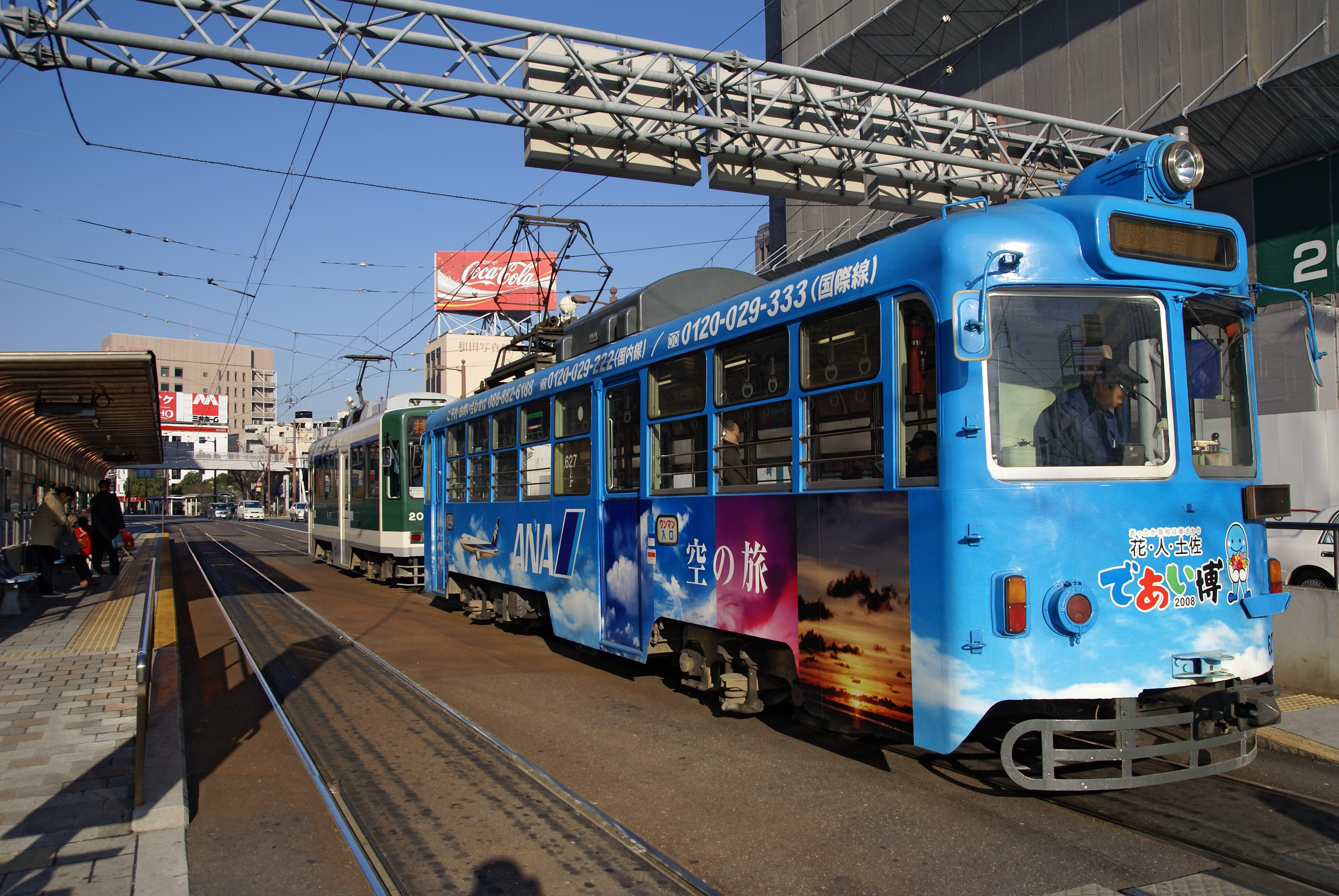
伊野線の乗り場

はりまや橋停留場（はりまやばしていりゅうじょう）は、高知県高知市はりまや町一丁目および南はりまや町一丁目にあるとさでん交通の停留場。
後免線・伊野線・桟橋線・駅前線の4路線が乗り入れ、東西の路線（後免線・伊野線）と南北の路線（桟橋線・駅前線）がはりまや交差点上で平面交差する要衝である。
各路線で乗り換え指定停留場とされており、現金支払いで乗り換えの場合は運転士から運賃と引き換えに乗換券を受け取る。ICカードの場合は自動的に乗り換え扱いとなる。

## 歴史
当停留場が開業したのは1908年（明治41年）である。
まず通じたのは東西の路線で、とさでん交通の前身土佐電気鉄道により堀詰停留場から下知停留場（現・宝永町停留場）までの区間が開通したのに合わせて当停留場が開設された。なお、桟橋線についてはこの時点で既に開通していた（当時は潮江線）ものの、当時接続していたのは隣の堀詰停留場だった。それから当地に南北の路線が通じるようになったのは1928年（昭和3年）で、まず2月に江ノ口線（現・駅前線）が、次いで8月に桟橋線のはりまや橋 - 潮江橋北詰（廃止済）間が開通した。これに伴い堀詰停留場で分岐して潮江橋北詰停留場までを結んでいた旧線は廃止、堀詰停留場に代わって当停留場が各線の接続点となった。
停留場名については「播磨屋橋」と漢字表記されることもある。当初は漢字表記で、1954年（昭和29年）以前に平仮名交じりの表記になったともされるが、正式に改称を経たものであるかは不明。

### 年表
- 1908年（明治41年）10月31日：土佐電気鉄道（初代）堀詰 - 下知間開通に伴い、現在の後免線および伊野線の停留場が開業[1][5]。当初は交差点を挟んで伊野方面行きの乗り場が東側、後免線方面行きの乗り場が西側にあった。
- 1928年（昭和3年）
  - 2月16日：江ノ口線（現・駅前線）が開通[1]。
  - 8月10日：桟橋線当停留場 - 潮江橋北詰間開通に伴い、桟橋線の停留場が開業[1]。
- 1941年（昭和16年）7月12日：会社合併により土佐交通の路線となる。
- 1948年（昭和23年）6月3日：会社合併により土佐電気鉄道（2代目）の路線となる。
- 1951年（昭和26年）9月8日：交差点の改良により、この日までに交差点内全方向の右折軌道を撤去[1]。
- 1963年（昭和38年）11月27日：桟橋線下り側の停留場を南へ移設。
- 2005年（平成17年）4月1日：駅前線から伊野線への右折軌道を新設、伊野線方面行きの乗り場を交差点の西側に移設[1][6]。
- 2014年（平成26年）10月1日：土佐電気鉄道が高知県交通・土佐電ドリームサービスと経営統合し、とさでん交通が発足[7]。とさでん交通の停留場となる。
- 2018年（平成30年）：ダイヤモンドクロッシング（後述）を観光客向けに宣伝する看板設置費用を募るクラウドファンディングを実施。目標額（60万円）の2倍以上が集まる[8][9]。

## 停留場構造

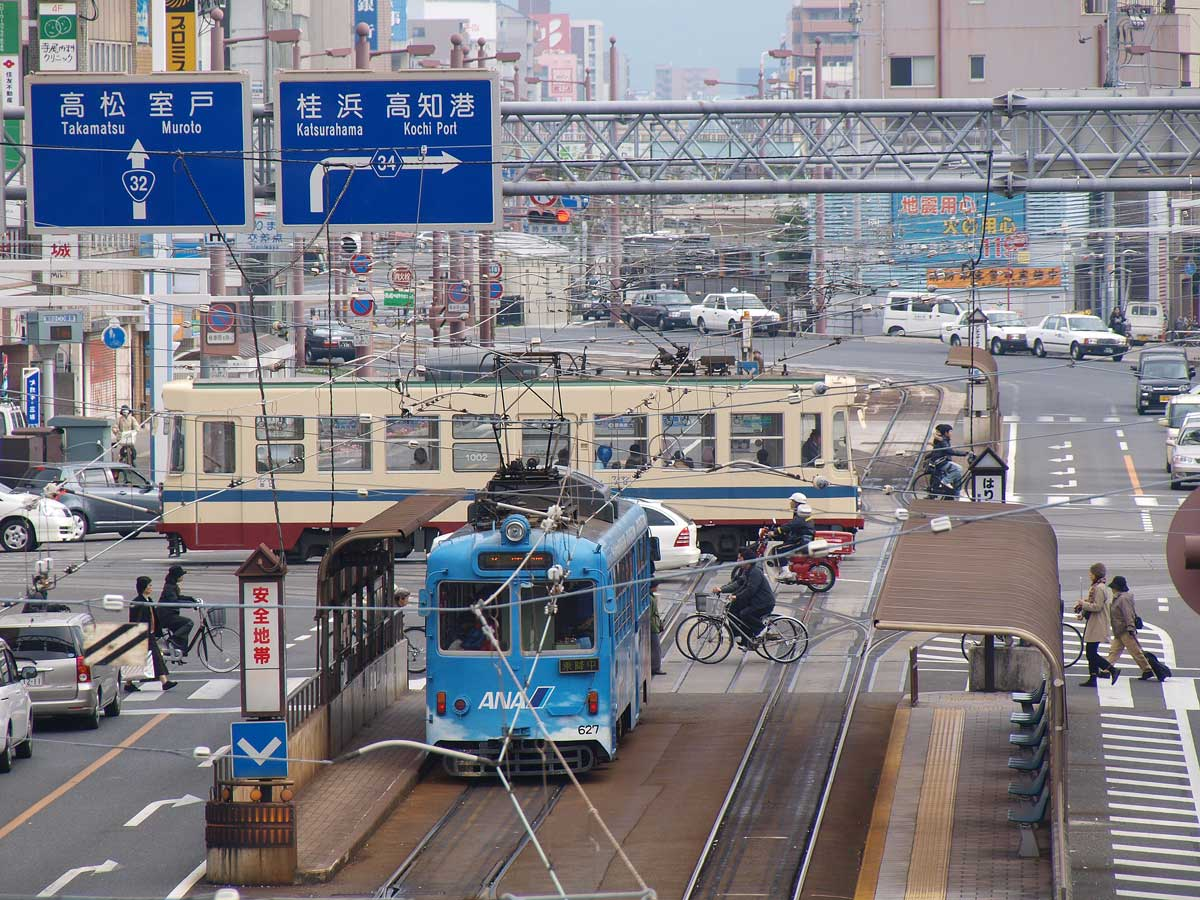
はりまや交差点

はりまや橋停留場は併用軌道上に設けられ、はりまや交差点の上に軌道が敷かれる。交差点から東に後免線、西に伊野線、南に桟橋線、北に駅前線の複線軌道が通じ、東西方向と南北方向の路線は平面交差する（ダイヤモンドクロッシング）。互いの路線は単線の連絡線で結ばれ、各方向とも平面交差の手前から左折により転線が可能。このうち交差点の北、駅前線方面からは左折して東行きの後免線に転線できるだけでなく、右折して西行きの伊野線にも転線できるよう連絡線が敷かれている（かつては全方向に右折軌道が敷かれていたが、1951年までに撤去）。転線した先には各方向とも渡り線が設けられる。
ホームは交差点の西側と南側にそれぞれ2面ずつ設けられ、いずれも2本の線路を挟んで向かい合わせに配される（相対式ホーム）。交差点西側にあるのが後免線・伊野線の乗り場で、線路の北側が後免線後免町方面行きの1番乗り場、南が伊野線伊野方面行きの2番乗り場。後免線と伊野線は当停留場を起終点とするが、大半の電車が直通運転を行う。また朝夕には駅前線や桟橋線との直通運転も行う。一方で交差点南側にあるのが駅前線・桟橋線の乗り場で、線路の西側が駅前線高知駅方面行きの3番乗り場、東が桟橋線桟橋方面行きの4番乗り場。どのホームにも上屋が設置され、電車が2両停車可能である。
かつては2番乗り場が交差点の東側に置かれていたが、2005年に上記の右折西行きの連絡線を新設する工事に合わせて西側へ移設された。なお旧来の2番乗り場はそのまま、それまで伊野方面行きの乗り場が存在していなかったデンテツターミナルビル前停留場の乗り場に転用されている。
| 西側 | 1番乗り場 | 後免線 | 文珠通・領石通・後免町方面 |  |
| 西側 | 2番乗り場 | 伊野線 | 鏡川橋・朝倉・伊野方面     |  |
| 南側 | 3番乗り場 | 駅前線 | 高知駅前方面               |  |
| 南側 | 4番乗り場 | 桟橋線 | 桟橋通五丁目方面           |  |

| | ↑ 駅前線 高知駅前方面        |                     |
| ← 伊野線 伊野方面 | はりまや橋停留場付近配線略図 | → 後免線 後免町方面 |
| | ↓ 桟橋線 桟橋通五丁目方面    |                     |
| 凡例 出典:服部重敬 編著『路面電車新時代』山海堂、2006年、295頁 H : はりまや橋停留場、D : デンテツターミナルビル前停留場 |                              |                     |

停留場に面する土電ビル1階には、定期券の販売などを行う「はりまや橋サービスセンター」が併設されている。

## 停留場周辺

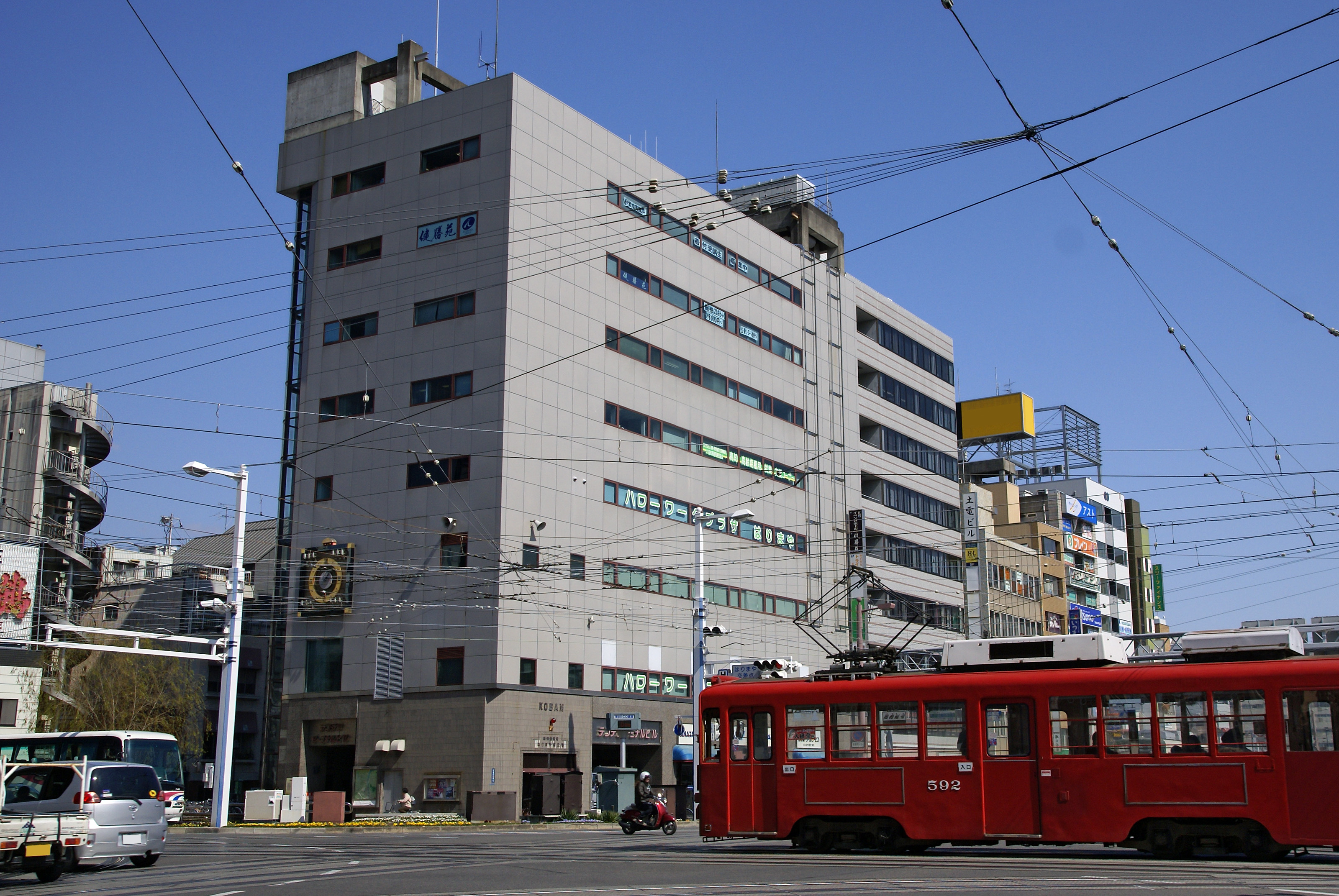
デンテツターミナルビル

- 播磨屋橋
- 四国銀行本店
- デンテツターミナルビル
- 高知大丸
- 高知警察署はりまや橋交番
- 土佐電会館
- 浜幸はりまや本店
- 西鉄イン高知はりまや橋
- カメラのキタムラ高知堺町店
- 国道32号
- 高知県道34号桂浜はりまや線

## 路線バス
はりまや交差点の東に「はりまや橋」、西に「堺町」、北に「北はりまや橋」、南に「南はりまや橋」バス停がある。また、近接する場所にはりまや橋観光バスターミナルがある。

### はりまや橋

#### 高速バス
| 乗場                                     | 系統                 | 主要経由地 | 行先                                                      | 運行会社                           | 備考 |
| ---------------------------------------- | -------------------- | ---------- | --------------------------------------------------------- | ---------------------------------- | ---- |
|                                          | ブルーメッツ号       |            | 新宿                                                      | とさでん交通、小田急ハイウェイバス | 夜行 |
| 高知エクスプレス号・京阪神ドリーム高知号 | 三ノ宮駅、大阪駅     | 京都駅     | JR四国バス、西日本JRバス                                  | 昼行、夜行                         |      |
| よさこい号                               |                      | 大阪       | とさでん交通、阪急観光バス                                | 昼行、夜行                         |      |
| ハーバーライナー                         | 高速舞子             | 三宮       | とさでん交通、神姫バス                                    | 昼行                               |      |
| 龍馬エクスプレス                         | 鷲羽山北、津高       | 岡山駅     | とさでん交通、JR四国バス 両備ホールディングス、下津井電鉄 | 昼行                               |      |
| 土佐エクスプレス                         |                      | 広島       | とさでん交通、広交観光                                    | 昼行                               |      |
| 黒潮エクスプレス                         | 高速観音寺、高速丸亀 | 高松駅     | JR四国バス、とさでん交通、四国高速バス                    | 昼行                               |      |
| なんごくエクスプレス                     | 三島川之江IC、川内IC | 松山駅     | JR四国バス                                                | 昼行                               |      |
| ホエールエクスプレス                     | 三島川之江IC、川内IC | 松山駅     | とさでん交通、伊予鉄バス                                  | 昼行                               |      |
| 高知徳島エクスプレス                     | 三好BS、土成BS       | 徳島駅     | JR四国バス、とさでん交通、徳島バス                        | 昼行                               |      |

#### 一般路線バス
| 乗場     | 系統                                                   | 主要経由地       | 行先         | 運行会社     | 備考 |
| -------- | ------------------------------------------------------ | ---------------- | ------------ | ------------ | ---- |
|          |                                                        | 高知東部自動車道 | 高知龍馬空港 | とさでん交通 |      |
|          | 南国バイパス、農学部前                                 | 高知龍馬空港     | とさでん交通 |              |      |
|          | 高知東部自動車道                                       | 高知龍馬空港     | 高知駅前観光 |              |      |
| MY遊バス | 五台山展望台、住吉池前                                 | 桂浜             | とさでん交通 |              |      |
| H1       | 知寄町二丁目、美術館前、大津バイパス                   | 医大病院         | とさでん交通 | 土休日運休   |      |
| J1       | 県立美術館通、高知医療センター                         | 高知県立大学     | とさでん交通 |              |      |
| J2       | 県立美術館通、高知医療センター、高知県立大学           | 望海ヶ丘         | とさでん交通 |              |      |
| K2       | 介良通、中野団地                                       | 潮見台三丁目     | とさでん交通 | 土休日運休   |      |
| K4       | 南国バイパス、中野団地                                 | 潮見台三丁目     | とさでん交通 |              |      |
| K5       | 南国バイパス、潮見台ターミナル、後免駅前               | 高知工科大学     | とさでん交通 |              |      |
| K6       | 南国バイパス、潮見台ターミナル、後免駅前、高知工科大学 | 龍河洞           | とさでん交通 |              |      |
| N2       | 青柳橋西詰、南吸江、十市パークタウン、稲生             | 前浜             | とさでん交通 |              |      |
| P1       | 知寄町二丁目、中央市場前、十津団地、高知県立大学       | 高知医療センター | とさでん交通 |              |      |
| P2       | 知寄町二丁目、中央市場前、十津                         | 種崎             | とさでん交通 |              |      |
| L1       | 南国バイパス、JA高知病院、後免町                       | 安芸駅           | 高知東部交通 |              |      |

- その他に東方向から各方向に向かうバスも停車する。

### 堺町

#### 一般路線バス
| 乗場 | 系統                                                                       | 主要経由地           | 行先         | 運行会社     | 備考       |
| ---- | -------------------------------------------------------------------------- | -------------------- | ------------ | ------------ | ---------- |
|      | A1                                                                         | 蛍橋                 | 鳥越         | とさでん交通 | 土休日運休 |
| A2   | 蛍橋                                                                       | 川口                 | 県交北部交通 |              |            |
| B1   | 上町二丁目、中万々、横内                                                   | 鳥越                 | とさでん交通 |              |            |
| B2   | 上町二丁目、万々                                                           | みづき坂中央         | とさでん交通 |              |            |
| C1   |                                                                            | 県庁前               | とさでん交通 |              |            |
| C3   | 県庁、入明町、みづき坂中央                                                 | 宇津野               | とさでん交通 | 土休日運休   |            |
| D1   | 帯屋町、中秦泉寺                                                           | イオンモール高知     | とさでん交通 |              |            |
| D3   | 帯屋町、中秦泉寺、イオンモール高知、みづき坂中央                           | 宇津野               | とさでん交通 |              |            |
| D5   | 帯屋町、中秦泉寺、みづき坂中央                                             | 宇津野               | とさでん交通 | 土休日運休   |            |
| D6   | 帯屋町、愛宕小橋、東久万、万々                                             | みづき坂中央         | とさでん交通 |              |            |
| D7   | 愛宕町二丁目、宝町、奥福井西                                               | 鳥越                 | とさでん交通 |              |            |
| W1   | 上町二丁目、吉野緑ヶ丘                                                     | 土佐塾校             | とさでん交通 |              |            |
| W2   | 上町二丁目、鷲尾山トンネル、南ニュータウン一丁目、平和団地、ハビリセンター | JAはるの             | とさでん交通 |              |            |
| W3   | 上町二丁目、石立十字路                                                     | 船岡南団地           | とさでん交通 |              |            |
| X1   | 上町五丁目、石立十字路                                                     | 吉野                 | とさでん交通 |              |            |
| X3   | 上町五丁目、土佐道路                                                       | 天王ニュータウン     | とさでん交通 |              |            |
| X4   | 上町五丁目、土佐道路、天王ニュータウン                                     | 八田                 | とさでん交通 |              |            |
| X5   | 上町五丁目、土佐道路、高岡高校通                                           | 高岡営業所           | とさでん交通 |              |            |
| Y2   | 朝倉駅前、針木                                                             | 天王ニュータウン     | とさでん交通 |              |            |
| Y3   | 朝倉駅前、針木、天王ニュータウン                                           | 八田                 | とさでん交通 |              |            |
| Y4   | 朝倉駅前、針木、高岡高校通                                                 | 高岡営業所           | とさでん交通 |              |            |
| Y6   | 朝倉駅前、針木                                                             | 宇佐                 | とさでん交通 |              |            |
| Z1   | 西バイパス、八代                                                           | すこやかセンター伊野 | 県交北部交通 |              |            |
| Z2   | 朝倉駅前、伊野駅                                                           | 狩山口               | 県交北部交通 |              |            |
| Z3   | 朝倉駅前、伊野駅                                                           | 土居                 | 県交北部交通 |              |            |
| Z4   | 朝倉駅前、伊野駅                                                           | 長沢                 | 県交北部交通 |              |            |
| Z6   | 八代、伊野駅                                                               | 狩山口               | 県交北部交通 |              |            |

- その他に西方向から各方向に向かうバスも停車する。

### 北はりまや橋

#### 一般路線バス
| 乗場 | 系統                                       | 主要経由地         | 行先                       | 運行会社     | 備考 |
| ---- | ------------------------------------------ | ------------------ | -------------------------- | ------------ | ---- |
|      | MY遊バス                                   |                    | JR高知駅                   | とさでん交通 |      |
| E2   | 高知駅前、正蓮寺、久重小学校通             | 土佐山庁舎前       | 県交北部交通               |              |      |
| F1   | 高知駅、塩田町、イオンモール高知、薊野第二 | 一宮バスターミナル | とさでん交通               |              |      |
| F3   | 高知駅、比島                               | イオンモール高知   | とさでん交通               |              |      |
| F4   | 高知駅、西比島                             | 入明町             | とさでん交通               | 土休日運休   |      |
| G1   |                                            | 高知駅             | とさでん交通、県交北部交通 |              |      |
| G2   | 高知駅、比島                               | 一宮バスターミナル | とさでん交通               |              |      |
| G4   | 高知駅、比島、一宮バスターミナル           | 医大病院           | とさでん交通               |              |      |
| G5   | 高知駅、比島、一宮バスターミナル、医大病院 | オフィスパーク第二 | とさでん交通               | 土休日運休   |      |
| G6   | 高知駅、比島、一宮バスターミナル、医大病院 | 領石出張所         | とさでん交通               |              |      |
| G11  | 高知駅前、金田橋                           | 一宮バスターミナル | とさでん交通               |              |      |
| G12  | 高知駅前、金田橋、一宮バスターミナル       | トーメン団地       | とさでん交通               |              |      |

- その他に北方向から各方向に向かうバスも停車する。

### 南はりまや橋

#### 一般路線バス
| 乗場 | 系統                                             | 主要経由地         | 行先       | 運行会社     | 備考 |
| ---- | ------------------------------------------------ | ------------------ | ---------- | ------------ | ---- |
|      | S2                                               | 桟橋通五丁目、横浜 | 長浜       | とさでん交通 |      |
| S3   | 桟橋通五丁目、横浜、長浜、花海道                 | 桂浜               |            | とさでん交通 |      |
| S9   | 桟橋通五丁目、横浜、瀬戸東団地                   | 長浜               | 土休日運休 | とさでん交通 |      |
| T1   |                                                  | 桟橋車庫           |            | とさでん交通 |      |
| T3   | 桟橋通五丁目、横浜、横浜ニュータウン第三、蒔絵台 | 南ニュータウン     |            | とさでん交通 |      |
| U2   | 高見、六泉寺、深谷、南の丸町                     | 桟橋車庫           |            | とさでん交通 |      |
| U3   | 高見、六泉寺、東六泉寺、南の丸町                 | 桟橋車庫           |            | とさでん交通 |      |
| U4   | 竹島高銀前、六泉寺トンネル、蒔絵台               | 南ニュータウン     |            | とさでん交通 |      |
| U5   | 竹島高銀前、六泉寺、南の丸町                     | 桟橋車庫           | 土休日運休 | とさでん交通 |      |

- その他に南方向から各方向に向かうバスも停車する。

## 隣の停留場
とさでん交通
後免線
デンテツターミナルビル前停留場 - はりまや橋停留場
伊野線
はりまや橋停留場 - 堀詰停留場
桟橋線
はりまや橋停留場 - 梅の辻停留場
駅前線
はりまや橋停留場 - 蓮池町通停留場
- 1960年までは、隣の蓮池町通停留場との間に紺屋町通停留場が存在した。